# 格里彭湖
52°34′13″N 14°4′40″E / 52.57028°N 14.07778°E

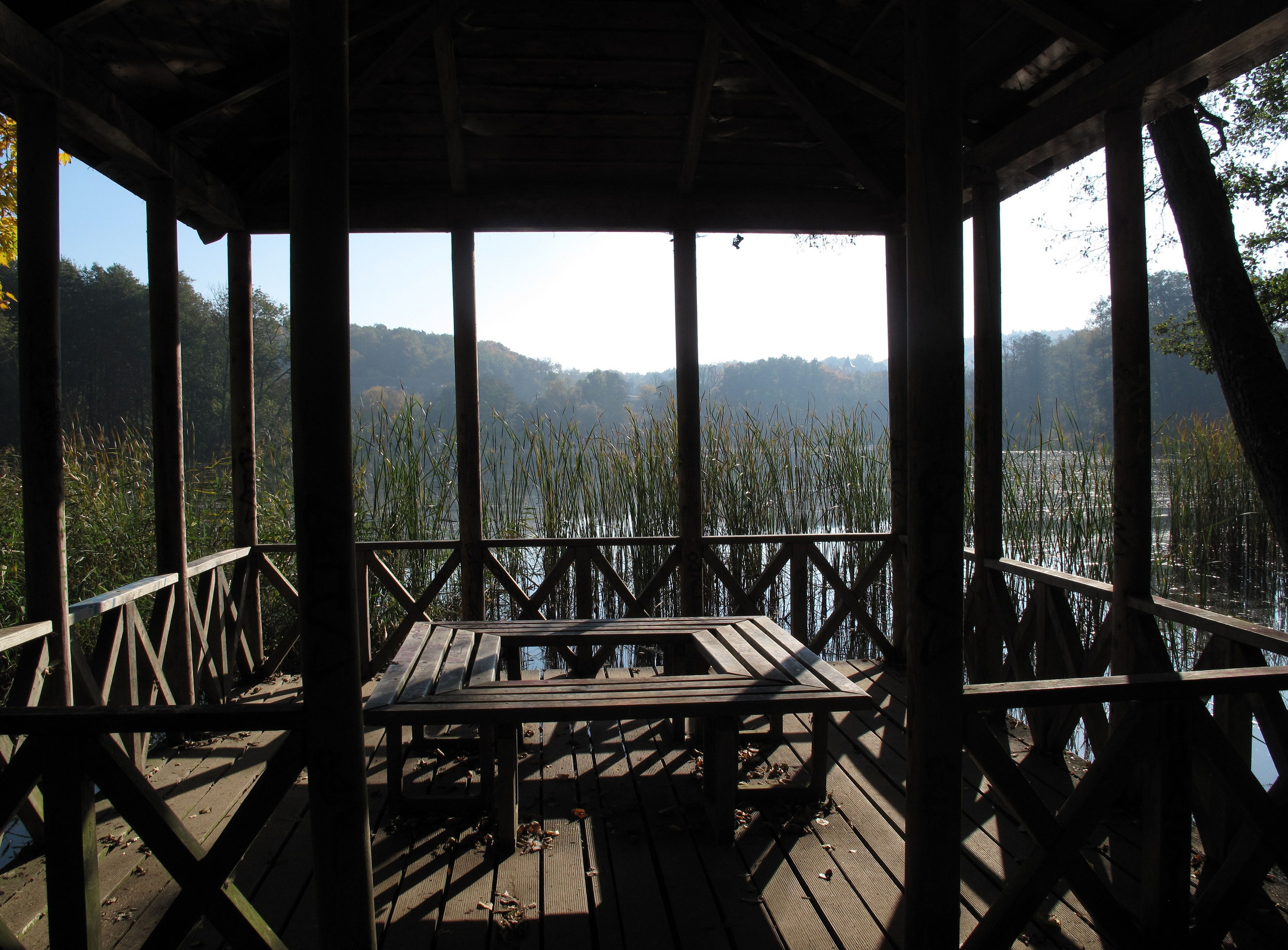

格里彭湖（德語：Griepensee），是德國的湖泊，位於該國西南部，由勃蘭登堡州負責管轄，處於梅爾基施-奧得蘭縣，長0.5公里、寬0.3公里，面積0.06平方公里，海拔高度24米，最大水深4米。